# Dolina Dzika (Sudety)
Dolina Dzika – dolina rzeczna w Sudetach Środkowych w Górach Sowich i Obniżeniu Noworudzkim w woj. dolnośląskim
Dolina Dzika położona jest wzdłuż koryta potoku Dzik, między Górami Sowimi na północnym wschodzie, a Doliną Ścinawki, na południowym zachodzie, na terenie południowo-zachodniej Polski województwo dolnośląskie powiat kłodzki.
Dość głęboka dolina rzeczna przecinająca Garb Dzikowca i Wzgórza Włodzickie. Jej dno zajmują łąki i niewielkie mokradła, najczęściej są to ślady dawnych młynów i stawów. Zbocza doliny są częściowo zalesione. Na całej długości Doliną Dzika płynie potok Dzik oraz prowadzi malownicza szosa ze Ścinawki Średniej do Woliborza i na Przełęcz Srebrną, która w Słupcu krzyżuje się z drogą wojewódzką nr 381 z Kłodzka do Wałbrzycha. Dolina Dzika jest w znacznej części zabudowana. Wzdłuż doliny nad potokiem położone są miejscowości: Słupiec i Dzikowiec.
Turystyka
W Słupcu fragmentem Doliny Dzika prowadzi szlak turystyczny
- czerwony – odcinek Głównego Szlaku Sudeckiego ze Ścinawki Średniej na Przełęcz Srebrną.